# ام شجيرة الغربية
أم شجيرة الغربية Umm Shujayrah al Gh هي بلدة تقع في محافظة عمّان شمال غرب الأردن.